# Méthoxyflurane
Le méthoxyflurane est un agent anesthésique volatil de la famille des éthers halogénés anciennement utilisé pour l'entretien des anesthésies générales. Malgré sa grande puissance, sa forte toxicité rénale par libération d'ions fluorure l'a fait abandonner en anesthésie dans les années 1970. Sa MAC est de 0,2 % vol.
Le méthoxyflurane comme tous les anesthésiques halogénés est susceptible, chez les sujets prédisposés, de déclencher une crise d'hyperthermie maligne.
Le PENTHROX est un médicament contenant du méthoxyflurane à 99,9%. Il est constitué d'un inhalateur et d'un flacon de 3ml de produit. Il est indiqué dans le "soulagement d’urgence des douleurs modérées à sévères associées à un traumatisme chez des patients adultes conscients." L'AMM en France date du 06/02/2017. En Suisse, il est utilisé depuis 2018 en préhospitalier par des ambulanciers ES, seul ou associé avec d'autres analgésiques opioïdes et non opioïdes.   